# Cryptopolyzoon wilsoni
Cryptopolyzoon wilsoni is een mosdiertjessoort uit de familie van de Buskiidae. De wetenschappelijke naam van de soort is, als Cryptozoon wilsoni, voor het eerst geldig gepubliceerd in 1889 door Dendy.